# 李鴻禧
李鴻禧（1937年3月22日—），臺灣嘉義市人，台大榮譽教授，憲法學專家。

## 經歷
父親李長庚曾於日治時期服務於臺灣銀行嘉義分行，頗受日本人重用。1949年，李鴻禧考進嘉義中學初中部。1955年，李鴻禧進國立臺灣大學法律系法學組，在學期間涉獵日本的憲法著作，對“日本近代公法學宗師”美濃部達吉的“天皇機關說”更作深入研究。李鴻禧欽佩美濃部達吉的憲法學養及其風骨，後決心去日本攻讀憲法。1958年，李鴻禧畢業，服預官役後回嘉義教書，不久進行政院任職。1964年，李鴻禧放棄中華民國教育部舉辦的美國獎學金留學考試，一心前往日本國立東京大學。1968年，李鴻禧考取日本政府獎學金，“遠離寡母、妻子和一對仍在幼稚園的兒女”，留學東京大學法政研究所，從碩士班到博士班六年期間專攻憲法。東京大學教授蘆部信喜是李鴻禧博士論文《戰後日本司法獨立之分析研究：以人權保障為基準》的指導教授，而蘆部本人是美濃部達吉的學生、憲法大儒宮澤俊義的學弟。雖已經進入東大赤門，但最終李鴻禧並未取得東大博士學位，只獲得「博士課程修了」（博士班課程修畢）。
1974年8月，李鴻禧回到臺大，初任講師，再升為副教授、教授。李鴻禧著有《憲法教室》等書，對於《中華民國憲法》的“怪異性”有極其激烈的批判，稱《中華民國憲法》為“龍的憲法”。
1996年10月11日，建國黨公布組織架構與各委員會負責人名單，李鴻禧為顧問之一。1997年8月初，前《自由時報》社長顏文閂以新臺幣六億至八億元購入《台灣日報》並自任董事長，政治評論家江春男出任《台灣日報》發行人，李鴻禧應《台灣日報》之邀請擔任廣告代言人。
1997年10月5日，李鴻禧在建國黨第一屆全國黨員代表大會中批評民主進步黨的「酷哥辣妹助選團」與「候選人包尿布比賽」等活動，認為民進黨已變質；他說，最近臺灣獨立運動的路很坎坷，過去被臺獨人士寄望「結束外來政權」的人（民進黨）如今已經變節了，「他們以為：辣妹搖兩下之後，大家就會趕快入黨」；他還向民進黨內的「清流」喊話：「如果清流不能將濁流趕出去，算什麼清流？」民進黨隨後在建國黨中央黨部門口發動抗議，批評李鴻禧有大男人主義思維。
1997年10月12日，李鴻禧接受《新新聞》專訪時批評：「民進黨如果要爭取年底選舉勝利，應該說服原有支持民進黨的人，讓他們瞭解民進黨在想什麼，才能擴大年底的勝利，而不是去做『辣妹』或『包尿布』這些事。……我在日本住了很多年，也常到歐美，從來沒有看過有哪個國家選舉時用『辣妹』、『包尿布』這種東西；這就和過去國民黨叫影歌星穿得很清涼以招來群眾，都是不健康的政治文化。」李鴻禧還說，民進黨是不健康的黨：「只要民進黨組織跟國民黨一樣是列寧式政黨，中央只要少數幾個人合縱連橫就可以控制整個黨；公職不能掛帥的話，一點辦法都沒有。」民進黨文宣部主任陳文茜反批：「我們要用年輕人熟悉的語言，所以取了『辣妹』；要凸顯我們的托育政策，所以我們用『包尿布』。而民進黨有許多的文宣主題，為什麼就只有這二項被拿出來批評？這代表了他們認為『有關女人的事是很低俗的』，其中顯示的意義就是『莊嚴的男人政治是否該處理女性的問題』，這跟民進黨的轉型根本就沒有關係。」陳文茜也不認為民進黨不健康，「我實在很難想像：一個民主政黨，在它的造勢活動上還有人放砲的。學習民主教養及團隊精神，這中間是不衝突的。民進黨有多少人是比我更個人主義、更個人風格的，但是我絕不會去破壞大局，我相信自己是團隊的一員，但是民進黨內有太多人只為了個人的利益。」
1997年10月19日，李鴻禧接受《今周刊》專訪時批評，民進黨中央有智情形，民進黨中央現在對待學者的態度比國民黨還不如：「學者批評國民黨，國民黨甚至還會想請你當大法官；但批評民進黨，卻會被扣上『歷史罪人』」；他同時批評，民進黨的各種「轉型」作法「是變質、不是轉型」，而且把臺灣帶進更危難的路，也將難以實現兩黨輪替的政黨責任政治目標；他也說：「我不是國民黨員，也不是民進黨員。我不會加入任何政黨，過去是、現在是，未來也一樣，因為：保持清楚與冷靜的觀點，是一個憲法學者的基本立場。我一直期待並協助民進黨能壯大。等國、民兩黨差不多了，政黨輪替就有實現的可能。」他抨擊：「如果民進黨把台獨黨綱拿掉，那就真正轉型了；可是民進黨不願放棄黨綱，卻用很多的作法來擺脫臺獨。例如許信良說『民進黨獲得政權不會宣布獨立』，並主張『政經分離』，又說『現在不能要求中共承認臺灣是一個政治實體』，這些與過去包括我在內的熱烈支持民進黨者的認知有所不同，這是轉型嗎？恐怕是變質吧。」
2003年9月，时任中華民國總統陳水扁提出“台湾新宪法”。10月，李鴻禧被聘為民進黨「新憲法小組」召集人，並制定「制憲時程表」：原預計2006年完成新憲法架構，2007年5月20日付諸公民投票，2008年5月20日正式實施新憲法，唯並未實現。10月19日，台灣新世紀文教基金會舉辦「如何催生台灣新憲法」座談會，李鴻禧在會中首度提出完整的「制憲時程表」，並明確使用「制憲」二字。李鴻禧在會中強調，所謂的法國第五共和模式已沒人在用，臺灣除了制憲以外「已無其他路可走」；至於國旗、國號、領土、新憲法名稱、新憲法內容等問題，將交由未來的「制憲小組」草擬決定；一旦公民投票決定新憲法，「《中華民國憲法》就自然消失了。」
2003年12月15日至2004年，李鴻禧主持民間全民電視公司（民視）對話型政論節目《天佑台灣：與國師對話》，於臺灣時間每日21:00首播，取代原時段已製播6年的民視元老級政論節目《頭家來開講》。
2004年3月8日，李鴻禧在參加228百萬人手牽手護臺灣相關感恩茶會時建議，每年2月28日都應舉辦牽手活動，「一直舉行到國家改名，然後用二二八當做臺灣國國慶日。」2004年4月10日，民進黨在臺北市中泰賓館舉行臨時全國黨員代表大會，李鴻禧在會後餐會中以「賭輸了卻氣喘，選贏的不敢偷喝啤酒慶祝」形容民進黨勝選之後的心情。
2004年5月13日，凱達格蘭學校召開校務會議，宣布原校長陳師孟請辭，李鴻禧接任校長。2004年5月14日，李鴻禧正式接任凱達格蘭學校校長，宣稱2000年陳水扁首次就任總統時有不得已的理由而提出「四不一沒有」，然而現在「四不一沒有」的條件已不存在，因此他期待陳水扁總統就職演說不要再提「四不一沒有」。
2004年7月1日，手護台灣大聯盟在臺北市圓山大飯店舉辦「台灣制憲運動誓師大會」，李鴻禧與考試院長姚嘉文、前總統李登輝、台灣北社社長吳樹民、李登輝之友會總會長黃崑虎、前行政院原住民族委員會主任委員尤哈尼·伊斯卡卡夫特等人共同連署〈台灣制憲運動誓師大會聲明〉；李鴻禧在會中強調，「不管是制憲或修憲，目標都一樣。未來新憲法第一章有關國號、國體、國名、領土等，都會留給各政黨政治協商」，他相信4年內極可能會完成制憲、提出一部讓全世界眼睛一亮的新憲法。
2004年10月29日，《台灣日報》刊登李鴻禧的投書〈台灣當然是主權獨立的國家〉，其中諷刺部分臺獨人士：「同時，令人匪夷所思的，竟然也有部分以『臺灣獨立』、『推翻國民黨政權』為厥志的臺灣人士，竟也隨鮑爾、中國人及泛藍統派媒體及政客，異口同聲否認『臺灣是主權獨立國家』，強調臺灣目前仍然不是主權獨立的國家；有的人甚至荒腔走板，為固執己見而不惜將臺灣自我降格成為國際公法上之『叛亂團體』，而不顧及此種說法做法正授中國以侵略臺灣——平定內亂——之口實。至於有人表示『中華民國』是殖民國家、臺灣是殖民地不是國家，以此來否定『臺灣是主權獨立的國家』，那就走火入魔、不可救藥了。用類此荒誕之說法來激勵臺灣人『臺灣尚未獨立，國人仍須努力』，實在是捨本逐末、離譜太遠了。」
2005年1月底，李鴻禧在凱達格蘭學校原住民班學員結業典禮中說，他曾多次建議當時總統陳水扁多關照臺灣原住民族事務，有一次他和陳水扁同搭總統專機的時候，他再次為臺灣原住民事務向陳水扁建言，沒想到陳水扁向他說：「我恐怕也是原住民，所以跟你一樣很關心原住民的。」李鴻禧還說，他自己可能也有台灣原住民血統，「因為我也很喜歡打獵、打鳥。」
2005年2月27日，李鴻禧、彭明敏與辜寬敏在媒體刊登緊急動員令，呼籲參加由台灣北社與手護台灣大聯盟等團體於該月28日舉辦的「二二八自由台灣全球行動」；同日，李鴻禧之子李俊俋成立服務處，正式宣布投入年底嘉義市長選舉，李鴻禧到場籲請鄉親支持李俊俋參選嘉義市長。
2005年3月1日，陳水扁與歐洲議會議員進行視訊會議時表示：「我必須要坦誠，我不能夠騙自己，我也不能夠騙別人。我做不到，我就是做不到。在我的任期之內，要把我叫的國號改為臺灣共和國，我做不到。我也相信，李登輝前總統在他的12年總統任期內，他也沒有做到；縱使今天總統給他做，他也做不到。」對此，2005年3月3日，李鸿禧在凱達格蘭學校「國家領導與發展策略班」說明會結束後表示，陳水扁並非自願說自己在總統任内无法推动「正名制宪」，正名制宪是陳水扁的一贯主张，并没有「变来变去」或「骗选票」的情形，但是2004年中華民國立法委員選舉结果显示泛绿没有过半，所以必须顺从民意、把正名制宪收起来，「難道要戒嚴或制定臨時條款硬幹嗎？」李鴻禧同時強調，陳水扁並非政客：「阿扁沒有能力和意願背叛臺灣。除了臺灣，阿扁還有什麼路可以走？」李鴻禧也說，「扁（陳水扁）宋（宋楚瑜）會」後的十點結論，並不代表陳水扁不願推動「正名制憲」，而是基於2004年立法委員選舉後的情勢所做的調整，其實是說給美國聽的。2005年3月6日，在李登輝學校結業典禮上，李登輝當著李鴻禧與當時考試院長姚嘉文的面，逐字逐句以國語講，推動正名制憲是現階段的重要任務，不達目標絕不終止，「我們沒有必要去理會背離我們的人。眼前雖然遭受一時挫折，其實我們並不孤獨。」
2005年10月16日，凱達格蘭學校討論《兩岸和平促進法》草案與未來兩岸關係，李鴻禧指稱，《兩岸和平促進法》草案將一個中國原則法律化，尤其在面對中國明顯的敵意時，該法禁止百姓有臺獨意識，是相當嚴重的問題。
2005年11月29日，彭明敏、辜寬敏、黃昭堂等臺獨大老召開手護台灣大聯盟記者會號召臺獨群眾團結支持民進黨，李鴻禧等人上台扮演神職人員、對著寫著「聯共賣台」四字的吸血鬼釘下「神釘」時，二二八事件受難者家屬張秋梧當場怒罵李鴻禧縱容陳水扁，李鴻禧氣得拿著鐵鎚和神釘走下台；會中，張秋梧在李鴻禧發言時起身不讓李鴻禧說話，李鴻禧屢次怒批張秋梧「不要臉」、「三八查某」，張秋梧則回批李鴻禧：「阿扁會這樣，都是李鴻禧害的。」
2006年9月16日，台灣社於臺北市凱達格蘭大道舉辦「我們在向陽的地方：愛、希望、臺灣之光」大會，李鴻禧上台全力支持陳水扁。2006年11月16日，李鴻禧參加「總統刑事豁免權憲法爭議」研討會時批評說：「陳總統放棄豁免權，是犯了憲法上的錯誤。政治上的錯誤，應透過彈劾機制。」
2006年12月16日，李鴻禧表示，陳水扁之妻吳淑珍在為國務機要費案出庭應訊時昏倒就醫，審判長蔡守訓卻四度要求吳淑珍回庭應訊，這種行為不近人性、且對被告偏執不公，律師團應聲請要求蔡守訓迴避審理；李鴻禧同時批評蔡守訓「對憲法的理解太淺」、「這種人若繼續擔任辦理具有憲政爭議的案子，適當性備受質疑」；臺灣臺北地方法院發言人劉壽嵩回應，相信合議庭會依法作出適當的處置。
2007年2月6日，李鴻禧與高志鵬等民進黨立法委員宣布要發起「以臺灣名義加入聯合國」的公民投票運動，以解決臺灣國際地位問題；李鴻禧說，臺灣與中國互不隸屬，談「統一」太不實際；李鴻禧說，聯合國第2758號決議通過後，中華人民共和國成為中國唯一代表，中華民國已經成為過去歷史、無法被國際社會接受，「正名制憲成為臺灣加入聯合國必走的不歸路」；李鴻禧又說，現有70%以上的臺灣民眾贊成以臺灣名義加入聯合國，60%的人認為要趕快制憲正名。
2007年3月17日，由李鴻禧與陳明通等人合作起草的《中華民國第二共和憲法草案》公布，李鴻禧受訪時表示，目前修憲的困難度很高，所以他認為現在應該是制定新憲法讓臺灣展開第二共和的時代；李鴻禧強調，此舉不是在尋求獨立，而是在維護臺灣的獨立。
2007年3月18日，李鴻禧明確表態支持蘇貞昌與謝長廷代表民進黨參選正副總統，並提出民進黨提名總統候選人應有「能勝選」、「支持本土政權」及「會做事」等三大條件。
2008年11月22日，李鴻禧於「台灣，咱的國家：聲援主權、民主、人權、公義」群眾大會上台演講聲援陳水扁，他抨擊陳水扁家庭密帳案承辦檢察官及承審法官：「我一生在教法律的學生，現在很多法律的學生去做那種不公不義的法官、不公不義的檢察官，所以我很痛苦。那些做法官的亂來，那些做檢察官的亂來，我要詛咒他們，詛咒他們一代、兩代、三代都不得好死！」特偵組發言人陳雲南回應：「不予置評。」2008年11月28日，凱達格蘭基金會以「這幾天董事長（李鴻禧）沒進辦公室」回應李鴻禧這段話所引發的爭議。
2009年1月4日，李鴻禧在參加台灣教授協會舉辦的「台灣國家定位論壇」時批評，若陳水扁有貪污犯罪就應重辦，但偵辦時的程序正義很重要；他說，依據無罪推定原則，只要陳水扁無「逃亡」、「傳喚不到」或「串證」之虞，陳水扁家庭密帳案承審法官就應該釋放陳水扁，以讓陳水扁準備接下來的法庭攻防：「不是學法律的人亂搞，還可以說對法律的公正、對社會的意義不了解。你來學法律，而且知法犯法；這種人，社會應該鄙棄他。」李鴻禧被問到是否要去法務部矯正署臺北看守所探視陳水扁時，說：「有機會，很想早一點去看一看他。」
2009年1月20日，李鴻禧說，陳水扁的新書《台灣的十字架》很像林覺民〈與妻訣別書〉，「鳥之將死，其鳴也哀；人之將死，其言也善。」同時，由於該書的李鴻禧序文將中共中央總書記胡錦濤的名字寫成台中市長胡志強，李鴻禧向胡志強致歉。
2009年6月5日，李鴻禧到法務部矯正署臺北看守所探視陳水扁，特地帶來一張正面是陳水扁之母陳李慎、背面是聖母像的照片給陳水扁；在場記者向李鴻禧詢問此張照片的意義，李鴻禧不發一言。
2010年9月27日，一邊一國連線正式成立，李鴻禧與陳唐山擔任民進黨籍一邊一國連線助選團榮譽團長。

## 著作
學術論文由於發表刊物分散，故未列入。
- 《憲法、憲政之生理與病理》，前衛出版社，1991年4月30日出版，ISBN 9579512221。
- 《憲法教室》，月旦出版社，1994年8月出版。
- 《民間司法改革白皮書》，業強出版社，1997年7月10日出版，ISBN 9576834759。
- 《憲法與人權》，元照出版公司，1999年12月1日出版，ISBN 9579785686。
- 《違憲審查論》，元照出版公司，1999年12月1日出版，ISBN 9579785678。
- 《台灣法律史研究的方法》，學林文化事業有限公司，2000年6月1日出版，ISBN 9573096463。
- 《台灣憲法之縱剖橫切》，元照出版公司，2002年12月1日出版，ISBN 9572022997。
- 《台語之美》，清涼音文化，2004年1月12日出版，ISBN 9574490246。
- 《李鴻禧教授的幸福觀》，清涼音文化，2004年1月12日出版，ISBN 9574490238。
- 《社會與人口》，清涼音文化，2004年1月12日出版，ISBN 9574490211。
- 《台灣憲法淺說》，清涼音文化，2004年1月12日出版，ISBN 9574490203。
- 《西方瑞士，東方台灣》，清涼音文化，2004年1月12日出版，ISBN 957449022X。
- 《李鴻禧憲法教室》，元照出版公司，2004年5月1日出版，ISBN 9579785651。

## 荣誉

### 中华民国勋章奖章
- 二等景星勋章（2008年5月14日于台北总统府颁授[41]）

## 電視政論
- 民間全民電視公司個人政論節目《聽李鴻禧講看嘜》
- 民間全民電視公司對話政論節目《天佑台灣：與國師對話》
- 民間全民電視公司《民視晨間新聞》的政論單元台灣論壇
- 臺灣電視公司個人政論節目《李鴻禧時間》

## 廣告代言
- 《台灣日報》